# Sovetskij rajon (Kraj di Stavropol')
Il Sovetskij rajon (in russo Советский район?) è un rajon del Kraj di Stavropol', nella Russia europea; il capoluogo è Zelenokumsk. Istituito nel 1924, il rajon ricopre una superficie di 2.089 chilometri quadrati ed ospitava nel 2012 una popolazione di circa 62.000 abitanti.